# Heliura maricoides
Heliura maricoides là một loài bướm đêm thuộc phân họ Arctiinae, họ Erebidae.